# Corps (korporacja akademicka)

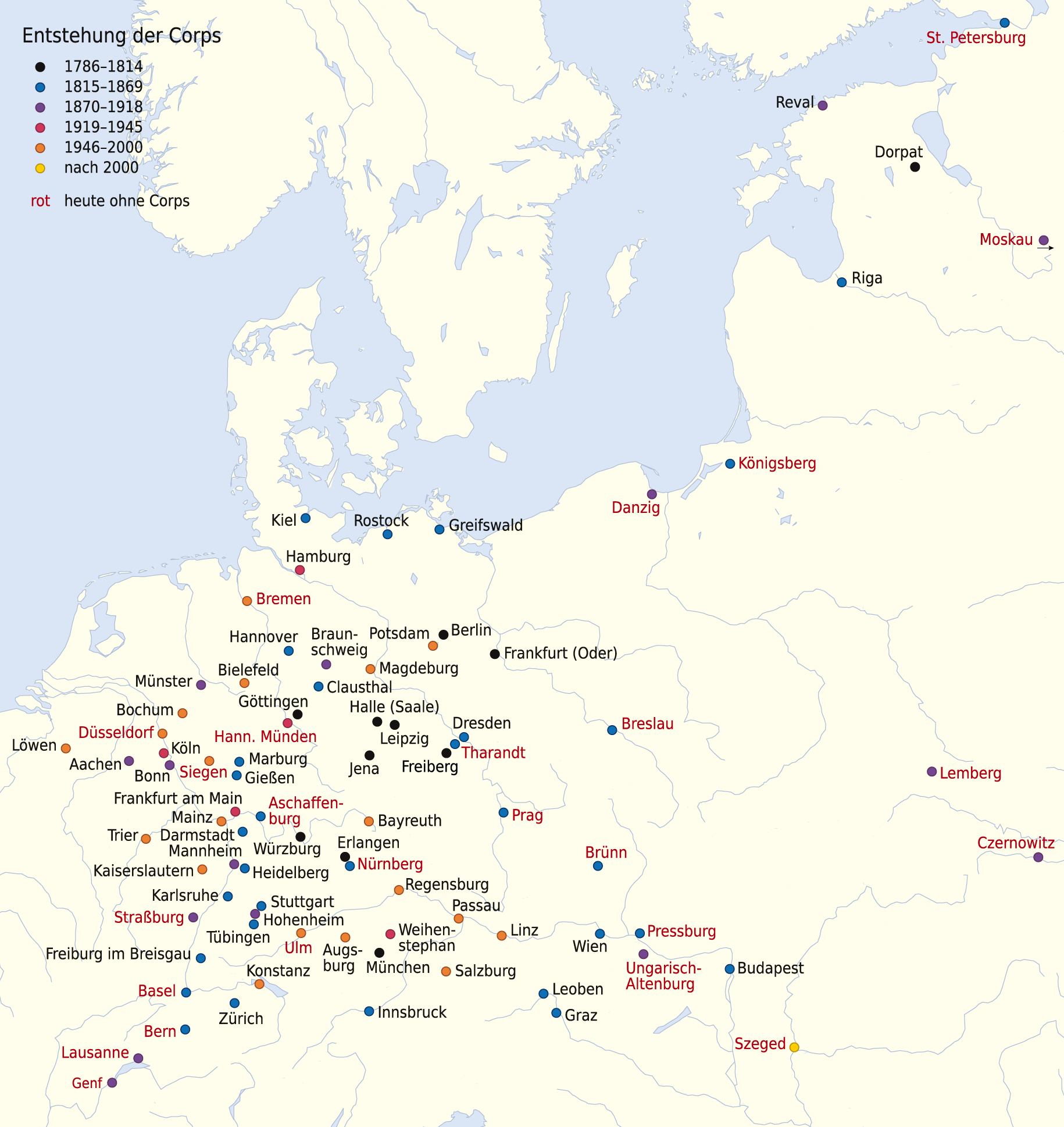
Powstanie korporacji w Europie

Corps – najstarsza forma korporacji akademickiej popularna głównie w Niemczech, Austrii, Szwajcarii. Poza tymi krajami istnieją także w Belgii i USA.
Corpsy zrzeszone są w dwóch związkach. Pierwszy to związek założony w 1848 przy starych uniwersytetach humanistycznych – KSCV (Kösener Senioren-Convents-Verband – Związek Konwentów Prezesów w Kösen). Drugi to założony w 1863 dla corpsów z uczelni technicznych i ekonomicznych – WSC (Weinheimer Senioren-Convent – Konwent Prezesów w Weinheim).
Główna różnica pomiędzy strukturami obu związków to ta, iż członkami w pierwszym są konwenty seniorów (prezesów) właściwych dla danego miasta (jeżeli w danym mieście są minimum trzy corpsy, to zakładają one wspólny Konwent prezesów, jeżeli mniej niż trzy, to dołączają one do konwentu prezesów w najbliższym geograficznie mieście).
W WSC członkiem związku jest każda korporacja z osobna. Doroczny zjazd WSC odbywa się co roku w dzień wniebowstąpienia. Najwyższym gremium jest konwent prezesów pięćdziesięciu pięciu korporacji członkowskich. Miejscem spotkań jest specjalnie do tego wybudowany zamek Wachenburg w Weinheim. WSC stosuje barwy czarno-biało-czerwone i zawołanie „Jemer bereit stan”, co we współczesnym języku znaczy „Immer bereit sein”, czyli „zawsze czujnym (gotowym) być”.
KSCV obejmuje 106 korporacji i działa poza granicami Niemiec w Austrii (z szesnastoma corpsami), Belgii (z jednym corpsem) i USA (z jednym corpsem). Doroczne spotkania odbywają się w Bad Kösen na historycznym zamku Rudelsburg.
Oba związki corpsów łączy kartel, który zapewnia ich współpracę i jest wyrazem przyjaznych stosunków. Związki wydają wspólnie kolorowe czasopismo Der Corpsstudent wychodzące w cyklu kwartalnym. Celem corpsów jest połączenie członków dozgonnie podtrzymywaną przyjaźnią. Honorowość, silny charakter, poczucie taktu i obowiązku, oparte na fundamencie chrześcijańskich norm zachowań to cechy, jakie ma posiadać każdy Corpsstudent (czyli student będący członkiem corpsu). Corps nie wpływa na poglądy polityczne, religijne ani naukowe swych członków – wręcz przeciwnie, oczekiwane jest samodzielne myślenie. Najwyższa zasadą corpsów jest tolerancja dla indywidualności swych członków oraz dla tych, którzy akceptują zasady tolerancji. Corps ma pobudzać swych członków do rozwoju duchowego i skłonić do poszerzenia tak zwanej „wiedzy ogólnej” tak, by zapobiec jednostronnemu wykształceniu zgodnemu wyłącznie z kierunkiem studiów. Prawo do noszenia bandy corpsu ma tylko ten, kto był lub jest aktywnym członkiem i odbył menzurę obowiązkową.

## Historia
Pod koniec XVIII wieku istniały w Niemczech dwa nieistniejące już formy korporacji: Stare landsmanschafty (Land – kraj w znaczeniu małego regionu Niemiec, Mannschaft – drużyna, te korporacje jednoczyły wyłącznie członków z danego regionu geograficznego – nieistniejący dzisiaj typ korporacji) i zakony (te drugie istnieją do dziś w nieco zmienionej formie między innymi we Włoszech i Hiszpanii). Pierwsze korporacje nowego typu zwane później corpsami powstały właśnie w oparciu o te dwa typy korporacji.
Najstarsze corpsy to Corps Guestphalia Halle (1789) i Corps Onoldia (1798). Sama nazwa „Corps” pojawiła się w 1810 w Heidelbergu i została przyjęta przez korporacje, które chciały zaznaczyć przez nowa nazwę, swoją odrębność od źle kojarzących się i zakazanych starych landsmannschaftów.
O tym, że pierwsze corpsy posiadały silne wpływy landsmanschaftów, świadczą ich nazwy – Frankonia, Guestphalia, Moenania – to nazwy sugerujące skąd pochodzili ich pierwsi członkowie. O wpływach zakonów świadczą do dziś sposoby przyjmowania nowych członków: przyciemnione pomieszczenie, świece na stole, skrzyżowane pałasze, sposób składania przysięgi, wreszcie pozdrowienie nowego brata przez obecnych podczas ceremonii braci. Już niedługo po swoim powstaniu, corpsy wprowadziły dwa nowe zwyczaje korporacyjne: bandę i dekiel.
Banda – niemieckie słowo Band, pochodzi od Verbinden – wiązać. Zakłada się, że banda pochodzi od taśmy, na której wisiał krzyż w zakonach studenckich. Sam pomysł, że wszyscy Bracia jednego Bundu, czyli stowarzyszenia, są opasani łączącą ich bandą tego samego koloru jest niewątpliwie pochodzenia wolnomularskiego. Banda stała się najważniejszym symbolem, jej barwy znajdują się w prawie każdym herbie korporacji, jej symbolika złączenia z Bundem wykracza poza śmierć poprzez włożenie jej do grobu zmarłego. W drugim dziesięcioleciu dziewiętnastego wieku bardzo popularnym symbolem przynależności do danej korporacji była czapka. W różnych okresach w modzie były różne jej formy. Można tu wymienić choćby polską rogatywkę, która w nieco zmienionej formie do dziś noszona jest przez niektóre niemieckie korporacje. Natomiast niemalże wszystkie korporacje w Niemczech posiadają jako odświętny strój (używany podczas knajp, komersów, ślubów, pogrzebów etc.) pochodzącą z Polski litewkę (niem. Pekesche), czyli rodzaj marynarki w barwach korporacji. Litewka stała się niemalże symbolem korporanta wśród niemieckiej opinii publicznej. Przyszła do Niemiec w 1832 razem z powstańcami listopadowymi, których walka o niepodległość przeciw Rosji była dla młodych Niemców wzorem walki o zjednoczenie Niemiec. W maju 1832 wielu Polaków-powstańców brało udział w zjeździe młodzieży studenckiej w Hambach an der Weinstraße, na który przybyło 25000 młodych uczestników. Podczas licznych przemówień domagano się wolnych i zjednoczonych Niemiec, wolnej i zjednoczonej Polski i federacji Europejskiej.
Kolejnym symbolem przynależności do korporacji przejętym później przez nowo powstające typy korporacji był cyrkiel. Początki jego datować można na koniec osiemnastego wieku, był on wtedy stosowany zarówno przez corpsy, jak i zakony.
Na początku XIX wieku zaczęła się budzić świadomość narodowa Niemców. Małe niemieckie państewka stały się anachronizmem. Również w środowiskach studenckich zaczęto dążyć do zjednoczenia Niemiec. W tej atmosferze powstał w Jenie Urburschenschaft (Burschenschaft pierwotny), którego inspiratorami byli głównie członkowie corpsów i starych landsmanschaftów. Burschenschaft w znaczeniu pierwotnym i w kontekście wojen napoleońskich i współczesnych prądów romantyzmu można więc traktować jako próbę reformy wewnątrz jednolitego wówczas ruchu corpsów. Doprowadziła ona do podziału na kierunek Burschenschaftów, częściowo o radykalno-teutońskim charakterze oraz na politycznie i wyznaniowo otwarty, tolerancyjny (jednak nie pod każdym względem tolerancyjny) kierunek corpsów. Podział i związane z nim spory doprowadziły w corpsach do koniecznych reform, umocnienia i ujednolicenia zasad ich funkcjonowania.
Prawdziwym wstrząsem dla corpsów, jak i dla pozostałych korporacji był czas pomiędzy 1935 a 1945. W Niemczech czasów Hitlera nie było miejsca na demokratyczne korporacje niezależne od władzy centralnej. Po zakończeniu wojny okazało się, że na uniwersytetach nie ma studentów, którzy byli przed wojną aktywnymi członkami korporacji. Do tego doszedł zakaz funkcjonowania grup studenckich w strefie okupowanej przez Rosjan. Jednak tylko niewiele korporacji nie odrodziło się w Niemczech zachodnich, a te ze wschodnich Niemiec, jak i te działające wcześniej na terenach przyznanych Polsce znalazły swoje miejsce na zachodnioniemieckich uczelniach. Część z nich powróciła po upadku Muru Berlińskiego na historycznie im właściwe uczelnie.

## Ideologia
W chwili powstania związków łączących korporacje typu Corps (istnieją obecnie dwa niezależne związki corpsów złączone kartelem) nie istniała już potrzeba tworzenia nowej ideologii. Istniała ona już od kilkudziesięciu lat. Od swojego początku corpsy identyfikowały się z ideami głoszonymi przez głównych przedstawicieli idealizmu epoki klasycyzmu, jak Johann Gottlieb Fichte i Friedrich von Schiller. Ich wyobrażenie o obyczajnie zachowującym się człowieku z wykształceniem akademickim (niem. Akademiker) i jego obowiązku bycia wzorem dla reszty społeczeństwa, napiętnowały idee i działania studentów w chwili powstania corpsów. Wpływy idei klasycznego idealizmu można zbadać, analizując cytaty i zwroty zamieszczone w pamiętnikach studentów tamtych lat. Dominują najczęściej cytaty Schillera (który był od 1789 profesorem w Jenie). Głównym przedstawicielem idealizmu jest jednak Gottlieb Fichte, który jako wykładowca prowadził wykłady: „Przeznaczenia uczonego” (1794), „Istota uczonego i jej odbicie na polu wolności” (1805/1806). W studentach, jako w obyczajnie postępującej elicie intelektualnej, widział potencjalne ziarno poprawy społeczeństwa. Oświecenie i wykształcenie miało rozsadzić przestarzałe struktury. Swe główne dzieła Fichte wydał po 1792 i od tego czasu idealizm będzie coraz ważniejszy dla młodych intelektualistów, co więcej, stał się „condito sine qua non” – warunkiem nieodzownym dla powstania corpsów.
Istnieją liczne opracowania, które przyrównują nauki o obowiązkach, jakie głosił Fichte, z najstarszymi statutami corpsów. Do dzisiaj można zasady wychowania i tolerancji corpsów sprowadzić do tych podstaw:
- Każdy o wykształceniu akademickim bądź je zdobywający, jest zobowiązany (jak głosi Fichte), do szukania idei, rozpowszechniania rozpoznań i kształtowania świata. Szczególną wagę ma tu dobry przykład. Droga musi być otwarta i prosta. Przyszły uczony (student) jest zobowiązany do pilności i prawości w studiowaniu i wierny w wypełnianiu powierzonych mu zadań. Czyniący prawo (postępujący prawidłowo) dba o ogólne i zwraca się z powagą ku (celom) wielkim i podniosłym.
- Do bezwarunkowych obowiązków w stosunku do innych ludzi zalicza się uznanie wolności osobistej oraz rozpowszechnianie i wspieranie moralności. Każdy wyklucza się z „republiki uczonych”, komu brakuje poczucia szacunku (Respekt) i poszanowania dla innych i komu brakuje zdolności do wzbudzania szacunku u innych. Prawdziwa obyczajowość powstaje więc wskutek wzajemnych oddziaływań i wspólnoty. Stąd wynika konieczność tworzenia mniejszych odgraniczonych wspólnot, które nadają się do wspierania moralnych zamierzeń.
- Wolność akademicka nie oznacza uwolnienia socjalnego i obyczajowego. Student powinien nauczyć się, jak z tej wolności korzystać. Jako elementy prawdziwego wykształcenia Fichte widzi siłę i odwagę charakteru, honor i wierność, otwartość i prawość, skromność i uczynność.

Chociaż źródła ideologii corpsów należy szukać w konstytucjach corpsu Onoldia (1798), jednak dopiero w połowie XIX wieku, przejecie tych zasad stało się obowiązujące dla wszystkich corpsów. Oddzielono się jednostronnie politycznych, religijnych i naukowych korporacji. Na pierwszy plan wyszły zasady tolerancji, honoru i wykształcenia osobowości.